# 메타포: 리판타지오
《메타포: 리판타지오》는 스튜디오 제로가 개발하고 아틀러스가 발행한 2024년 롤플레잉 비디오 게임이다. 메타포: 리판타지오는 2016년 12월 '프로젝트 리: 판타지'라는 코드네임으로 처음 발표되었고, 2023년까지 추가 정보는 공개되지 않았다. 2024년 10월 11일, 플레이스테이션 4, 플레이스테이션 5, Windows, Xbox Series X/S용으로 일본에서는 아틀러스가, 국제적으로는 세가가 출시했다.
게임은 전 국왕이 암살된 후 현대의 현실 세계를 반영하는 중세 판타지 왕국인 유크로니아 연합 왕국을 배경으로 한다. 몇 년 전, 왕자 암살 시도가 있었고, 그 결과 왕자는 저주에 걸려 긴 잠에 빠졌다. 마법을 사용하는 엘다 부족의 고아 소년이자 왕자의 어릴 적 친구인 주인공 윌은 왕위 계승자를 결정하기 위해 열리는 왕실 토너먼트에 참여하여 유크로니아 전역을 여행하며 사람들의 지지를 모으고 저주를 풀 방법을 찾는다.
메타포: 리판타지오는 출시 당일 모든 플랫폼에서 100만 장이 팔렸고, 서사, 세계관, 비주얼, 게임 플레이, 그리고 정치적, 사회적으로 현실 세계의 문제를 반영하는 주제에 대한 널리 찬사를 받았다. 비록 출시 시점의 기술적 문제에 대한 일부 비판도 있었지만, 더 게임 어워드 2024에서 올해의 게임을 포함한 여러 상에 후보로 올랐다.

## 게임 플레이
메타포: 리판타지오의 게임 플레이는 이전에 다른 아틀러스 롤플레잉 게임에서 사용되었던 여러 시스템을 통합한다. 이 게임은 전체적으로 플레이어가 이름을 지어주는 남성 주인공이 그의 요정 가이드와 함께 이전 왕의 암살 뒤에 숨겨진 비밀을 밝혀내는 과정을 따른다. 게임은 낮-밤 주기와 날씨 시스템을 중심으로 진행되며, 이는 게임 내 특정 행동을 좌우한다. 이 시스템은 이전에 페르소나 시리즈에서 시작되어 해당 시리즈의 주요 요소가 되었다. 이 주기 동안 플레이어는 게임의 모든 장소에서 하루를 보내거나, 요청을 수행하거나, 추종자들과 시간을 보내거나, 던전을 탐험할 수 있다.
게임의 전투 시스템은 시작된 전투와 보스전에서 여신전생 시리즈에서 주로 사용된 전통적인 턴제 전투 메커니즘과 현장에서의 실시간 액션 전투를 결합한다. 따라서 이 시스템은 적의 약점을 공격하면 추가 턴을 부여하지만, 공격이 빗나가면 턴을 잃을 수도 있다. 적과의 전투는 세 가지 방법으로 발동될 수 있다: 수동으로 전투를 발동시키거나, 기습을 당하거나, 이점을 가지는 경우이다. 후자는 플레이어가 던전 탐색 중에 적을 직접 공격할 때 발동되며, 이 경우 적이 플레이어의 첫 두 단계 동안 대부분 기절 상태가 되어 이점을 얻을 수 있다. 플레이어는 또한 언제든지 전투를 다시 시작하거나, 파티원을 교체하거나, 도망칠 수 있다. 전투에서 파티원들은 장비한 무기나 아키타입의 능력을 사용하여 공격할 수 있으며, 적의 약점을 공격하여 쓰러뜨릴 수 있다. 전투에서 승리하면 모든 파티원에게 경험치가 부여되며, 모든 파티원이 체력을 잃고 쓰러지면 게임이 종료된다. 던전은 또한 전리품을 특징으로 하며, 지역의 날씨에 영향을 받으며, 날씨가 나쁠수록 적이 강해진다. 또한 페르소나 5에서 던전에 도입된 플랫폼 요소와 잠입 요소를 특징으로 한다. 모든 던전은 스토리와 관련이 있으며, 플레이어가 진행 상황을 저장하거나, 아군과 대화하거나, 다른 마글라 은신처나 던전 입구로 패스트 트래블할 수 있는 "마글라 은신처"라는 안전실을 가지고 있다.
플레이어와 파티원들은 페르소나 시리즈의 페르소나와 유사하게 아키타입의 역할을 맡는다. 아키타입은 자신의 불안감으로 인해 나타나는 물리적 현상이다. 게임의 직업 시스템 역할을 하는 각 아키타입은 랭크를 올리면서 추가로 얻을 수 있는 고유한 스킬을 가지고 있으며, 원하는 랭크에 따라 더 강력한 아키타입으로 진화할 수도 있다. 새로운 아키타입은 플레이어가 추종자들과 유대감을 형성하면서 획득되며, 모든 파티원에 대해 구매, 할당 및 수정할 수 있다. 다른 파티원들에게는 하나로 제한되는 페르소나와 달리, 메타포의 모든 파티원은 두 개 이상의 아키타입을 사용할 수 있다. 파티원이 두 개 이상의 다른 아키타입을 소유할 경우, 현재 할당된 아키타입에 따라 다른 아키타입에서 스킬을 상속받을 수 있으며, 전투에 두 개 이상의 호환 가능한 아키타입이 있을 경우 파티원들은 합성 스킬이라고 알려진 더 강력한 스킬을 수행할 수 있다. 그러나 강력하지만 합성 스킬은 더 많은 턴 아이콘을 소모한다. 아카데메이아에서 아키타입을 구매하고 수정하는 데 사용할 수 있는 화폐인 MAG는 대도시에서 게임 내 화폐인 리브로 교환할 수 있다. 현재 날씨가 환율을 결정하며, 날씨가 나쁠수록 환율은 높아진다.
페르소나 시리즈와 유사하게 명시적으로 사회 시뮬레이션 게임은 아니지만, 이 게임은 해당 시리즈에서 두드러지게 사용된 여러 사회 시뮬레이션 요소를 특징으로 한다. 여기에는 일일 달력에 따라 구성된 시간 제한 활동과 "추종자" 시스템이 포함된다. 추종자 시스템은 이전 페르소나 타이틀의 소셜 링크를 기반으로 하여 플레이어가 유크로니아 지역 주민들(자신의 파티원 포함)과 유대감을 형성하여 다음 왕을 결정하기 위한 선거를 앞두고 윌에 대한 대중의 지지를 높이는 시스템이다. 각 추종자의 랭크를 올리면 플레이어와 파티에게 전투, 던전 탐색 또는 전반적인 이점이 잠금 해제된다. 메타포에서 대부분의 여행은 시간을 소비한다. 플레이어는 페르소나 시리즈의 소셜 스탯을 기반으로 한 시스템인 왕실 미덕을 향상시키거나, 추종자들과 시간을 보내거나, 자신의 스탯을 향상시킬 수 있다. 플레이어는 서브 퀘스트로 구성된 요청을 수행할 수 있으며, 이는 플레이어에게 아이템을 보상하고 앞서 언급한 다섯 가지 "왕실 미덕"을 확장할 수 있다. 왕실 미덕은 페르소나 시리즈의 소셜 스탯인 용기, 지혜, 관용, 웅변, 상상력을 기반으로 한다. 이는 게임 내 활동을 통해 얻을 수 있으며, 경우에 따라 특정 추종자 유대를 진행하는 데 필요하다.
메타포는 "여행자의 목소리" 기능을 통해 사소한 멀티플레이어 요소를 구현한다. 이 기능을 통해 플레이어는 특정 날짜에 다른 플레이어가 어떤 활동을 했는지 볼 수 있다.

## 줄거리

### 설정과 등장인물
메타포: 리판타지오는 뿔 달린 클레마르, 긴 귀를 가진 루생트, 회색 피부와 흰 머리카락을 가진 로악, 날개 달린 이시크아, 밝은 눈과 발광하는 머리카락을 가진 니디아, 짐승 같은 파리푸스, 박쥐 같은 유지프, 세 눈 달린 무스타리, 그리고 인간형 엘다를 포함한 다양한 종족인 부족이 거주하는 중세 판타지 왕국인 유크로니아 연합 왕국을 배경으로 한다. 부족들을 동등하게 통합하려는 노력에도 불구하고, 차별은 만연하며 파리푸스와 엘다 같은 일부 부족은 가장 심하게 고통받는다. 주요 단체로는 포든 성직자가 이끄는 국교인 성직자 교단이 있으며, 이들은 사회진화론, 무신론, 능력주의 이념을 따르는 루이 기아베른 장군과 대립하고 있다. 또한 왕자가 저주를 받은 이후부터 왕자를 지켜온 저항군이 있다. 왕실 마법에 대한 독점적인 접근 권한을 가졌던 하이슬로다이우스 5세 국왕이 명백한 후계자 없이 사망하자, 정치적 긴장 속에서 나라는 혼란에 빠진다. 또한 나라는 인간이라는 신비한 괴물에 의해 테러를 당하고 있다.
기본적으로 윌이라는 이름이 붙은 주인공은 엘다 부족의 소년으로, 금지된 마법을 계승받아 "오염"되었다는 이유로 사회로부터 따돌림을 당하고 차별과 편견을 견뎌내고 있다. 그는 마법의 원천이자 불안감에서 형성되는 마글라를 감지하는 지식과 능력으로 그를 돕는 요정 동반자 갈리카와 함께, 어린 시절 친구이자 유크로니아 왕자에게 걸린 저주를 풀기 위한 퀘스트에 착수한다. 그와 다른 파티원들은 또한 고대 영웅들의 영혼인 아키타입을 불러내는 힘을 얻으며, 고립된 아카데메이아 영역에 거주하는 신비한 작가 모어는 그들이 아키타입을 개선하고 새로운 아키타입을 잠금 해제하는 데 도움을 준다.

### 줄거리
루이 기아베른이 하이슬로다이우스 5세를 암살한 후, 저항군은 윌과 갈리카를 로악 용병 아르비드 그류스를 찾기 위해 보낸다. 도중에 그들은 클레마르이자 전 귀족인 레온 스트롤 다 할리아에투스를 만나고, 윌은 아키타입의 힘을 깨닫는다. 그날 밤, 그류스를 만난 후 윌은 꿈속에서 신비한 도서관 아카데메이아로 여행하여 항상 가지고 다니는 소설의 수수께끼의 작가 모어를 만난다.
왕자가 공격당한 밤에 현장에 있었던 그류스는 루이가 저주를 걸었고 그를 죽이면 저주가 풀릴 것이라고 추측한다. 그랜드 트라드 수도로 돌아온 일행은 왕의 장례식에서 루이를 암살할 계획을 세운다. 행사 중에 루이가 도착하여 왕좌에 대한 권리를 주장하지만, 궁전은 왕의 얼굴이 바닥에 새겨진 바위와 함께 공중으로 떠오른다. 하이슬로다이우스의 영혼은 그의 후계자가 대중의 지지를 기반으로 선택될 것이라고 발표한다. 그류스는 루이를 공격하지만, 왕실 마법이 그를 막아 루이를 인기 있는 왕 후보로 보호한다. 루이는 그류스를 죽이고 네크로맨서 조르바를 보내 궁전 아래에서 왕실 홀을 회수한다. 윌과 스트롤은 왕자를 섬겼던 전 왕실 근위대원 루생트 아이셀린 헐켄베르그를 영입하고, 조르바를 물리친다. 조르바는 죽은 것으로 추정되는 곳으로 떨어지고 왕실 홀은 궁전으로 떠오른다. 일행은 포든과 교단이 조직한 왕좌 쟁탈 토너먼트에 참여하기로 결정한다. 이 토너먼트는 포든에게 유리하게 조작되어 있으며, 그들은 루이의 지지를 얻어 그의 내부 서클에 침투하여 저주의 공식을 훔칠 계획이다.
첫 번째 과제는 괴물의 머리를 가져오는 것이고, 일행은 아이들을 납치하는 악당 기사의 머리를 가져오기로 결정한다. 그들은 기사 유지프 헤이스메이 녹툴레와 대면하지만, 자신의 아이가 살해된 후 비탄에 빠진 성직자 조안나가 인간에게 마을 아이들을 먹였고 그를 모함했다는 것을 알게 된다. 헤이스메이는 조안나에게 자신의 죄를 고백하도록 설득하고, 그 결과 그녀는 처형된다. 그 후, 루이는 윌의 부하가 되려는 요청을 받아들인다. 소피에서 윌은 저주 공식을 훔치고 니디아 공연자이자 저항군 잠복 요원 후아니 "주나" 시그너스를 영입한다.
두 번째 과제는 "이교도"의 땅에서 성유물을 회수하는 것이다. 루이의 부하들인 파리푸스 형제 피델리오와 바실리오 마그누스와 함께, 일행은 비르가 섬으로 가서 드라코디오스 창을 회수하러 간다. 고대 사원을 통해 지하로 내려가면서 그들은 무스타리 여사제 유포시아 "유파" 에토레이카를 구출하고, 유크로니아 역사보다 앞선 "이전 세계"의 유적이라고 알려진 신주쿠구의 폐허를 발견한다. 사원 바닥에서 그들은 왕실 마법을 우회할 수 있어 왕실 후보들을 죽일 수 있는 드라코디오스를 발견한다. 유파는 일행에 합류하고, 그들은 함께 알타베리 고원으로 여행하여 루이에게 위조된 드라코디오스를 준다. 윌은 그 다음 진짜 드라코디오스를 사용하여 루이를 죽인 것으로 보인다. 그러나 왕자가 여전히 혼수상태인 것을 본 일행은 포든이 저주를 걸었다는 것을 깨닫는다. 루이는 자신이 살아있으며, 여전히 살아있는 조르바에게 치료를 받았다는 것을 밝히고, 포든은 드라코디오스로 그를 공격한다. 그러나 가짜 드라코디오스와 진짜 드라코디오스가 포든 몰래 바뀌어 루이가 진짜 드라코디오스로 그를 죽일 수 있었다. 피델리오는 바실리오와 무고한 성직자들을 루이의 공격으로부터 보호하다가 죽는다. 바실리오는 그를 복수하기 위해 일행에 합류한다.
주나의 양자매인 렐라 시그너스는 포든의 강요로 어린 왕자에게 저주를 건 장본인으로 밝혀진다. 일행의 힘을 시험한 후, 그녀는 왕자 암살 시도에 대한 자신과 교단의 역할을 공개적으로 인정하고 자살하여 저주를 푼다. 루이는 그랜드 트라드에서 윌에게 결투를 신청한다. 결투 중에 그는 자신의 힘을 사용하여 윌을 인간으로 변모시키고, 대중은 윌에게 등을 돌린다. 윌이 다시 정상으로 돌아온 후, 일행은 왕자가 숨겨져 있는 엘다 성소로 도망쳐야 하지만, 조르바가 이미 왕자를 찾아 죽였다는 것을 알게 된다. 왕자의 어머니 영혼이 윌에게 연락하여, 그가 세상을 바꾸려는 왕자의 희망과 꿈의 구현체임을 밝힌다. 윌이 왕자의 몸과 합쳐진 후, 일행은 인류가 마글라를 발견하고 전쟁에 사용한 후 이전 세계가 파괴되었다는 것을 알게 된다. 마글라에 과도하게 노출된 사람들은 인간으로 변모했고, 생존자들은 부족으로 진화했으며, 엘다는 인류의 직계 후손이었다.
그랜드 트라드에서 루이는 공중의 궁전으로 올라가 왕실 마법의 원천인 왕실 홀을 차지한다. 이 홀은 마글라 형태의 대중의 불안을 흡수하여 엄청난 힘을 얻는다. 일행은 궁전에 들어가 조르바를 죽이고 루이와 대면한다. 루이는 자신이 엘다족이며, 포든이 왕자를 죽이려 엘다 성소를 불태웠던 일로 인해 트라우마를 겪었다고 밝힌다. 루이는 홀의 흐름을 역전시켜 대중에게 마글라를 과도하게 노출시켜 인간으로 변모시킬 계획이다. 그는 그렇게 하면 세상에서 편견이 사라지고, 강한 자는 살아남아 윌처럼 인간에서 원래 형태로 돌아올 것이라고 믿는다. 그는 윌을 다시 인간으로 변모시키려 하지만, 윌은 그 과정을 막기 위해 자신의 심장을 찢어내고 죽은 것처럼 보인다.
모어는 윌을 아카데메이아로 데려가 유크로니아가 환상이고 그의 소설 속 유토피아가 현실이라고 주장한다. 윌과 짧은 전투를 벌인 후, 모어는 자신이 젊은 시절의 하이슬로다이우스이며, 아내가 살해되고 왕자가 저주를 받은 후 희망을 잃어 윌을 인도하기 위해 모어를 창조했다는 것을 깨닫는다. 윌은 유크로니아에서 깨어나 친구들과 재회한다. 루이는 인간으로 변모하지만, 일행은 그와 왕실 홀을 파괴하고, 하이슬로다이우스의 영혼은 윌을 왕으로 선포한 후 그의 아내와 함께 떠난다. 윌의 즉위 1년 후, 그와 일행은 왕국의 남아있는 문제들을 해결하기 위해 새로운 여정을 떠난다.

### 배드 엔딩
이 게임은 플레이어의 선택에 따라 여러 배드 엔딩을 가지고 있다.
- 윌이 엘다 성소에서 자신이 왕자임을 인정하지 않으면 루이가 반대 없이 왕위를 차지하고 유크로니아를 파괴하여 역사에서 지워버린다.
- 윌이 최종 대결에서 루이의 대의에 합류하는 데 동의하면, 그들은 새로 만들어진 인간 국가를 통치하지만, 그 국가는 빠르게 혼란에 빠진다.
- 윌이 유크로니아가 단지 환상이었다는 모어의 주장을 받아들이면, 그들은 유크로니아를 그 운명에 맡기고 모어의 "유토피아"에 머물기로 선택한다.

## 개발

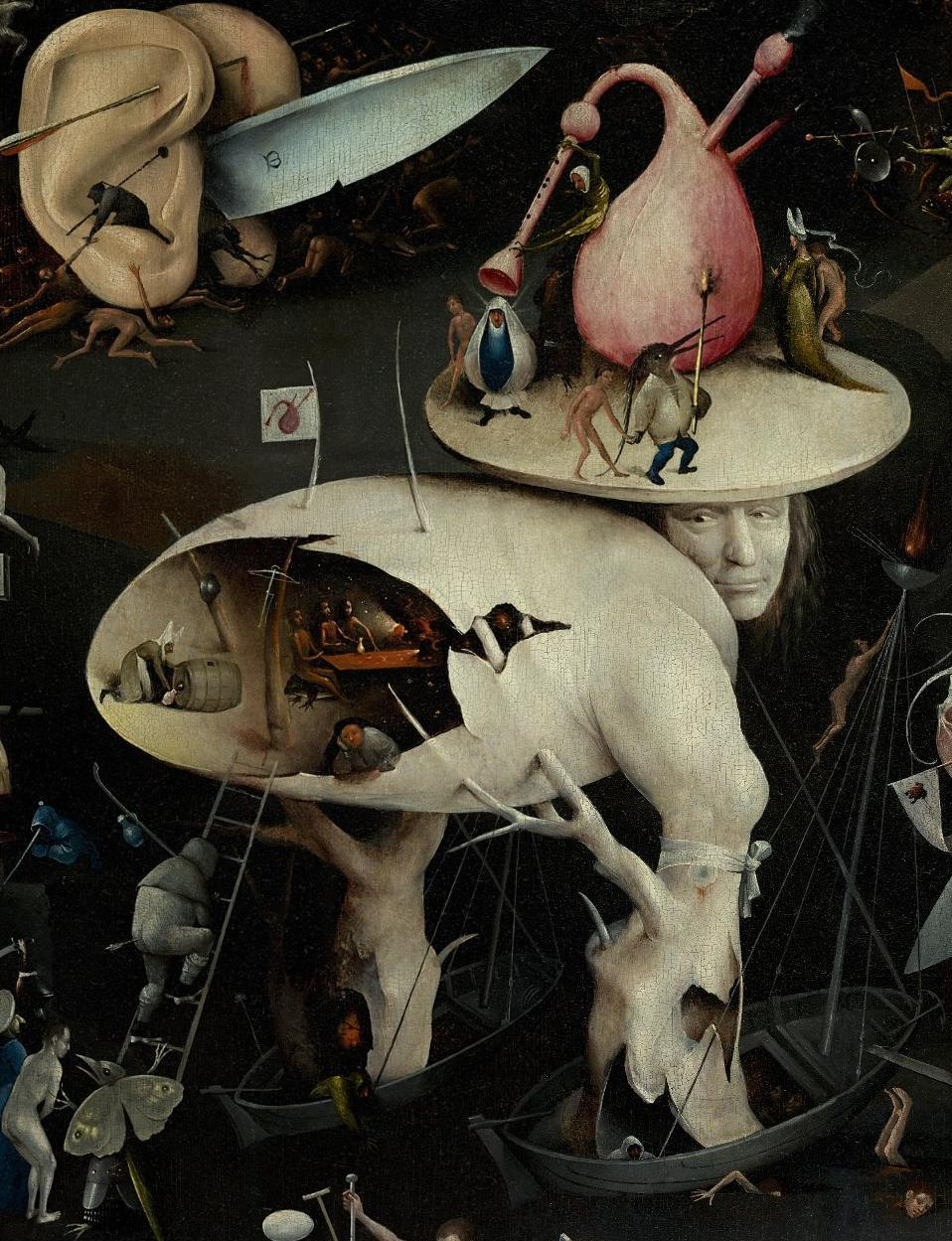
게임 내 괴물인 "인간"은 중세 화가 히에로니무스 보스의 영향을 받았다(세속적인 쾌락의 동산의 일부).

2016년 9월 페르소나 5의 일본 출시 이후, 진 여신전생 III: 녹턴 (2003), 디지털 데빌 사가 (2004), 여신전생 페르소나 3 (2006), 여신전생 페르소나 4 (2008) 등 여신전생의 이전 게임 디렉터로 아틀러스의 주요 프랜차이즈에 참여했던 게임 디렉터 하시노 카츠라는 페르소나 5의 창의적 방향 변화로 인해 다른 프로젝트를 탐색하려는 개인적인 열망을 이유로 개발팀과 페르소나 시리즈의 직무를 떠날 의사를 밝혔다. 2016년 12월 19일, 아틀러스 재팬은 하시노가 퍼블리셔 내에 스튜디오 제로라는 새로운 내부 개발 스튜디오를 설립하고 있다고 밝혔다. 그들의 첫 게임은 이틀 후 프로젝트 리: 판타지라는 가칭으로 발표되었다.
메타포: 리판타지오에는 페르소나 캐릭터 아티스트 소에지마 시게노리와 음악 작곡가 메구로 쇼지가 참여했다. 다른 주요 스태프로는 프로듀서 요시자와 준이치, 작가 다나카 유이치로, 게임플레이 디자이너 키도 아즈사와 고토 켄이치가 있다. 게임 공개와 함께 일본의 출판물 패미통은 그들과 하시노, 아틀러스 회사 이사 히라오카 나오타 간의 독점 인터뷰를 발표했다. 히라오카는 프로젝트 리: 판타지의 아틀러스의 새로운 IP로서의 중요성을 강조하며, 스튜디오 제로를 만든 목표는 여신전생이나 페르소나 프랜차이즈와는 별개로 독창적인 프로젝트로 "더 높은 목표를 지향"하는 것이라고 단언했다. 그러나 당시 회사에 관심 있는 인재들이 다른 프로젝트에 전념하고 있었기 때문에 개발팀 구성이 이전에 지연되었고, 이는 부분적으로 하시노가 페르소나 5를 마친 후 프로젝트의 크리에이티브 프로듀서이자 게임 디렉터로 선정된 이유가 되었다.
하시노는 스튜디오 제로가 전통적인 판타지 미학에 뿌리를 둔 롤플레잉 게임을 만들려는 의도를 설명하며, 판타지 장르가 주류가 되면서 판타지 장르에 더 익숙한 개발자들에 맞서기 위해 현대적인 배경의 RPG를 만드는 퍼블리셔의 명성을 인식하고 있다고 언급했다. 히라오카는 또한 소에지마와 메구로의 프로젝트 참여에 대해 언급하며, 그들 둘 모두를 페르소나 팀의 "필수 불가결한" 구성원이라고 불렀다. 그들은 P-스튜디오에서 각자의 역할을 계속 수행할 것이지만, 하시노와 히라오카가 그들의 재능을 평소의 기여와는 다른 프로젝트에 기여하려는 공유된 열망 때문에 스튜디오 제로와 프로젝트 리: 판타지에 합류시켰다. 12월 23일, 아틀러스는 스튜디오 제로의 공식 웹사이트를 열었고, 하시노의 서문과 하시노, 메구로, 소에지마 외에 스튜디오와 프로젝트 리: 판타지에 참여한 추가 스태프를 공개했다. 이 시점에서 아틀러스는 프로그래머, 플래너, 디자이너를 포함하여 게임 개발에 참여할 더 많은 스태프를 현지에서 채용하고 있었다.
두 번째 게임 컨셉 영상은 2017년 12월 스튜디오 제로가 플레이스테이션 4 및 플레이스테이션 비타용 캐서린: 풀 보디의 개선된 재출시 버전을 개발하고 있다는 발표와 함께 공개되었다. 티저와 함께 하시노의 새로운 개발자 메시지가 온라인에 공개되었으며, 그는 팀이 "개발 한창"이라고 밝혔지만, 타이틀의 게임플레이에 대한 구체적인 내용을 공개할 정도는 아니었으며, 티저는 게임 자체의 요소를 암시하는 것이었다. 이후 인터뷰에서 하시노는 2018년 2월 일본에서 풀 보디가 출시된 후 게임에 대해 더 많은 것을 공유할 것이라고 밝혔다. 2019년 11월 게임 인포머 호에서 소에지마 시게노리는 게임 개발에 참여하는 것에 대한 열정을 확인하며, "환상이 정확히 무엇이며, 어떻게 의미 있는 판타지 게임을 이 세상에 가져올 수 있는가?"라는 도전에 대해 설명했다. 그는 또한 게임이 구체적인 방향이 결정되었고 팀이 그 방향으로 나아가고 있는 상태라고 주장했다. 2021년 7월 패미통과 히라오카 나오타 간의 두 번째 인터뷰에는 게임 진행 상황에 대한 추가 일화가 포함되었으며, 히라오카는 "프로젝트 리: 판타지는 조금씩 진행되고 있으며, 적절한 시기에 전달되기를 바란다"고 밝혔다.

### 스토리 및 주제
하시노 카츠라는 메타포: 리판타지오의 서사와 설정을 구상할 때 가장 먼저 생각한 핵심 단어는 "유토피아"였고, 이상적인 판타지 설정과 현실 세계 간의 불협화음을 탐구하는 주제, 즉 평등 달성과 같은 목표가 도달 불가능하다는 점을 탐구하는 것이었다고 밝혔다. 하시노와 작가팀은 정의와 이성과 같은 주제에 대한 관점의 차이를 고려했으며, 도덕적으로 옳고 그름에 대한 엄격한 가치를 고수하지 않는 캐릭터들을 가진 세계를 만들고 싶었다. 이를 통해 그들은 종종 도덕적으로 부패하지 않은 십대들이 사악한 성인 인물들과 대면하는 페르소나 시리즈의 서사에서 이전에 제시된 "명확한 역학"에서 벗어날 수 있었다. 페르소나 게임에서 이전에 탐구했던 갈등과 섬세한 주제들로부터 크게 벗어나고 싶었음에도 불구하고, 하시노는 앞서 언급한 시리즈의 학교 생활 요소와 마찬가지로 플레이어 주도적인 다른 세계를 살아가는 경험을 유지하고 싶었지만, 그 경험이 긴 여정보다는 정해진 활동 간격이 있는 여행을 연상시키기를 원했다. 게임 스토리에서 탐구되는 또 다른 주요 주제는 개인적인 불안감과 관련이 있으며, 캐릭터들은 "자신의 내면의 힘을 깨닫고, 타인과의 개인적인 접점을 찾아 불안과 두려움에 맞서 싸우는" 아크를 중심으로 구성된다. 하시노가 감독한 페르소나 게임에서 자신의 직무를 다시 맡은 게임의 시나리오 기획 리더 타나카 유이치로는 현실 세계의 정치적 충돌에서 영감을 얻었으며, 이는 사람들이 불안에 대처하는 다양한 방식에서 비롯된 것이라고 믿었다. 이는 그와 작가진이 유크로니아의 부족 시스템 뒤에 숨겨진 개념을 고안하게 만들었으며, 서로 다른 공동체들이 각기 다른 방식으로 두려움과 상호 작용하도록 했다. 주인공이 파티원들과 로맨틱한 관계를 맺을 수 있는 페르소나 게임의 사회적 메커니즘과는 달리, 메타포: 리판타지오는 시나리오의 현실성을 유지하기 위해 그러한 관계를 배제한다. 하시노는 게임이 성인 중심의 서사와 왕실 선거를 배경으로 전환한다는 것은 유크로니아 주변의 다양한 지역으로부터 지지를 얻는 데 유대감 강화를 집중하는 것을 의미하며, 이는 "로맨스의 밀고 당기기"보다는 주인공에 대한 공동체의 지지를 우선시하는 것이 중요하다고 설명했다.
워싱턴 포스트와의 인터뷰에서 하시노는 게임 스토리가 "희망과 우리가 상상할 수 있는 미래를 위한 싸움"에 관한 것이라는 질문이 "핵심을 정말 잘 짚었다"고 묘사했다. 하시노는 이어서 희망을 "자신이나 다른 누구에게도 정의되지 않고 결정되지 않은 무언가를 향해 나아가는 것"이라고 설명하며, 플레이어의 게임 플레이 경험이 사람들이 자신의 삶을 분석하도록 장려하기를 원한다고 말했다.

### 음악
음악은 메구로 쇼지가 작곡했으며, 그는 또한 페르소나 시리즈의 음악도 담당했다. 게임 음악의 가사는 에스페란토로 작성되었고, 묘호지 절의 주지승인 혼료 케이스케가 챈트했다.

## 마케팅 및 출시
메타포: 리판타지오는 2023년 6월 마이크로소프트의 엑스박스 게임즈 쇼케이스 비디오 프레젠테이션에서 공식적으로 공개되었으며, Windows 및 Xbox Series X/S용으로 출시될 예정이었다. 그 달 말, 페르소나 스토커 클럽이 출연하는 "스페셜 축하 라이브스트림"이 유튜브에서 스트리밍되었으며, 이 게임은 플레이스테이션 4 및 플레이스테이션 5용으로도 개발 중임이 별도로 확인되었다. 추가 게임플레이, 캐릭터 및 스토리 세부 정보를 공개하는 두 번째 트레일러는 2023년 12월 더 게임 어워드 2023 사전 쇼에서 공개되었다. 같은 달, 퍼블리셔는 게임의 일본 성우진이 게스트로 출연하고 스토리, 캐릭터 및 게임 플레이에 대한 추가 세부 정보를 공개하는 연말 라이브스트림을 방송했다. 2024년 4월부터 아틀러스는 시스템부터 서사 콘텐츠에 이르기까지 게임의 다양한 측면을 소개하는 데 전념하는 "아틀러스 익스클루시브" 라이브스트림 시리즈를 개최했다. 게임의 다양한 아키타입에 초점을 맞춘 두 번째 트레일러 "Awaken"은 2024년 6월 두 번째 아틀러스 익스클루시브 스트림과 함께 공개되었고, 다음 달에는 전체 스토리 트레일러가 공개되었다. 선거 시스템에 초점을 맞춘 세 번째 트레일러 "Travel Beyond Fantasy"는 2024년 8월 말 온라인에 게시되었다. "United Kingdom of Euchronia"라는 제목의 네 번째 트레일러도 같은 달에 공개되었다.
게임의 첫 번째 플레이 가능한 데모는 6월 아틀러스 페스 2024에서 일반에 공개되었으며, 플레이어는 주인공이 첫 아키타입을 깨우는 것, 초기 던전, 게임 중반부 보스전 등 게임 스토리의 세 가지 고립된 시나리오를 체험할 수 있었다. 이 데모는 같은 달 서머 게임 페스트에도 공개되었다. 게임의 첫 한 시간을 다루는 두 번째 데모는 2024년 8월 게임스컴 주에 언론에 공개되었다. 세가와 아틀러스는 2024년 9월 25일 모든 플랫폼용으로 완전한 프롤로그 데모를 출시했으며, 플레이어는 게임의 첫 네 던전, 40개의 잠금 해제 가능한 아키타입 중 7개, 6명의 추종자를 포함하여 5시간 분량의 게임 플레이를 경험할 수 있으며, 데모의 저장 데이터는 정식 버전에 전송할 수 있다.
메타포: 리판타지오는 2024년 10월 11일 플레이스테이션 4, 플레이스테이션 5, Windows, Xbox Series X/S로 출시되었다. 이 게임은 2025년 5월 Xbox Game Pass Ultimate for Windows 및 Xbox Series X/S에 추가되었다. 일반판 외에도 특별 한정판이 배포되었는데, 여기에는 게임 실물 사본과 함께 특별 스틸북(SteelBook) 케이스, 두 장짜리 사운드트랙, 아트북, 금속 핀 세트, 스티커 시트, 그리고 유크로니아 연합 왕국의 천 지도가 포함되었다. 콜렉터즈 에디션에는 아틀러스 창립 35주년을 기념하는 디지털 역사서와 사운드트랙도 번들로 제공되며, 이들은 아틀러스의 이전 출시작들을 주제로 한다. 디지털 콜렉터즈 에디션 콘텐츠는 아틀러스 35주년 디지털 애니버서리 에디션의 일부로도 제공된다. 모든 사전 주문은 다운로드 가능 콘텐츠(DLC) 아키타입 EXP 상자 세트와 다양한 초기 게임 아이템이 포함된 모험가 여정 팩에 대한 접근 권한을 부여하며, 콜렉터즈 에디션 및 디지털 애니버서리 에디션에는 게임의 추가 독립형 DLC 콘텐츠에 대한 바우처가 포함된다.

### 다운로드 가능 콘텐츠
게임 출시와 함께 8개의 다운로드 가능 콘텐츠(DLC)가 배포되었으며, 이들은 "의상 & 배틀 BGM 세트 DLC" 팩의 일부로 번들로 제공되며, 이전 아틀러스 타이틀에서 영감을 받은 의상과 커스텀 음악으로 구성된다. 여기에는 6개의 주요 페르소나 게임에서 영감을 받은 세트와 진 여신전생 IV (2013), 진 여신전생 V (2021) 및 세계수의 미궁 시리즈에서 영감을 받은 팩이 포함된다.

### 연계 미디어 및 상품
2024년 9월 19일, 하스 F1은 아틀러스와 협력하여 케빈 마그누센을 위한 주인공 디자인과 니코 휠켄베르크를 위한 헐켄베르그 디자인을 두 드라이버의 헬멧과 F1 차량에 특징으로 하여 2024년 싱가포르 그랑프리 동안 게임을 홍보한다고 발표했다.
만화 각색판이 게임의 트위터 계정에서 발표되었다. 이 만화는 현재 슈에이샤의 V 점프 잡지에서 연재 중이며, 아마노 요이치가 그린다. 2025년 1월 21일에 연재를 시작했다. 이 시리즈의 챕터는 슈에이샤의 망가 플러스 서비스에서도 영어로 동시에 출판될 예정이다.
| 1 | — | ISBN 978-4-08-884552-4 |

## 평가

### 비평가 반응
메타포: 리판타지오는 리뷰 애그리게이터 웹사이트 메타크리틱에서 비평가들로부터 "보편적인 찬사"를 받았다. 한편, 오픈크리틱에 따르면 99%의 비평가가 이 게임을 추천했다.
더 버지는 이 게임의 인종 차별과 차별에 대한 주제 다루기를 칭찬하며 "신선한 미묘함"으로 그러한 주제를 다루었다고 평가했다. 워싱턴 포스트는 이 게임을 "올해 가장 스마트하고 흥미로운 비디오 게임"이라고 불렀으며, 정치적 관련성을 칭찬하고 4/4점을 주었다.
반면에 인버스는 페르소나 요소와 던전 반복에 대한 문제를 언급했으며, XboxEra는 스토리 측면의 결함과 지나친 튜토리얼 성향을 지적했다.

### 판매
메타포 리판타지오는 출시 당일 100만 장이 판매되어 아틀러스가 개발한 게임 중 가장 빠르게 팔린 게임이 되었다.

### 수상
IGN과 게임스팟은 2024년 올해의 게임으로 메타포: 리판타지오를 선정했다.
| 연도 | 시상식                           | 부문                                | 결과 | Ref.          |
| ---- | -------------------------------- | ----------------------------------- | ---- | ------------- |
| 2024 | 골든 조이스틱 어워즈             | 올해의 궁극적인 게임                | 후보 | [ 72 ] [ 73 ] |
| 2024 | 골든 조이스틱 어워즈             | 최우수 시각 디자인                  | 후보 | [ 72 ] [ 73 ] |
| 2024 | 더 게임 어워드 2024              | 올해의 게임                         | 후보 | [ 74 ]        |
| 2024 | 더 게임 어워드 2024              | 최우수 게임 디렉션                  | 후보 | [ 74 ]        |
| 2024 | 더 게임 어워드 2024              | 최우수 내러티브                     | 수상 | [ 74 ]        |
| 2024 | 더 게임 어워드 2024              | 최우수 아트 디렉션                  | 수상 | [ 74 ]        |
| 2024 | 더 게임 어워드 2024              | 최우수 스코어 및 음악               | 후보 | [ 74 ]        |
| 2024 | 더 게임 어워드 2024              | 최우수 롤플레잉 게임                | 수상 | [ 74 ]        |
| 2024 | 더 스팀 어워드                   | 뛰어난 시각적 스타일                | 후보 | [ 75 ]        |
| 2025 | 뉴욕 게임 어워드                 | 올해의 게임 빅 애플 상              | 후보 | [ 76 ]        |
| 2025 | 뉴욕 게임 어워드                 | 게임 내 최우수 작문 허먼 멜빌 상    | 수상 | [ 76 ]        |
| 2025 | 제28회 D.I.C.E. 어워드           | 올해의 롤플레잉 게임                | 수상 | [ 77 ] [ 78 ] |
| 2025 | 제28회 D.I.C.E. 어워드           | 스토리 부문 뛰어난 업적             | 후보 | [ 77 ] [ 78 ] |
| 2025 | 제25회 게임 개발자 선택 시상식   | 올해의 게임                         | 후보 | [ 79 ]        |
| 2025 | 제25회 게임 개발자 선택 시상식   | 최우수 오디오                       | 가작 | [ 79 ]        |
| 2025 | 제25회 게임 개발자 선택 시상식   | 최우수 내러티브                     | 수상 | [ 79 ]        |
| 2025 | 제25회 게임 개발자 선택 시상식   | 최우수 시각 예술                    | 후보 | [ 79 ]        |
| 2025 | NAVGTR 어워드 2024               | 아트 디렉션, 판타지                 | 수상 | [ 80 ]        |
| 2025 | NAVGTR 어워드 2024               | 게임 엔진 카메라 디렉션             | 후보 | [ 80 ]        |
| 2025 | NAVGTR 어워드 2024               | 캐릭터 디자인                       | 후보 | [ 80 ]        |
| 2025 | NAVGTR 어워드 2024               | 컨트롤 디자인, 3D                   | 후보 | [ 80 ]        |
| 2025 | NAVGTR 어워드 2024               | 의상 디자인                         | 수상 | [ 80 ]        |
| 2025 | NAVGTR 어워드 2024               | 엔지니어링                          | 후보 | [ 80 ]        |
| 2025 | NAVGTR 어워드 2024               | 게임플레이 디자인, 새로운 IP        | 수상 | [ 80 ]        |
| 2025 | NAVGTR 어워드 2024               | 올해의 게임                         | 수상 | [ 80 ]        |
| 2025 | NAVGTR 어워드 2024               | 게임, 오리지널 롤플레잉             | 수상 | [ 80 ]        |
| 2025 | NAVGTR 어워드 2024               | 오리지널 드라마틱 스코어, 새로운 IP | 수상 | [ 80 ]        |
| 2025 | NAVGTR 어워드 2024               | 드라마 작문                         | 후보 | [ 80 ]        |
| 2025 | 제21회 영국 아카데미 게임 어워드 | 최우수 게임                         | 후보 | [ 81 ] [ 82 ] |
| 2025 | 제21회 영국 아카데미 게임 어워드 | 예술적 업적                         | 후보 | [ 81 ] [ 82 ] |
| 2025 | 제21회 영국 아카데미 게임 어워드 | 오디오 업적                         | 후보 | [ 81 ] [ 82 ] |
| 2025 | 제21회 영국 아카데미 게임 어워드 | 게임 디자인                         | 후보 | [ 81 ] [ 82 ] |
| 2025 | 제21회 영국 아카데미 게임 어워드 | 음악                                | 후보 | [ 81 ] [ 82 ] |
| 2025 | 제21회 영국 아카데미 게임 어워드 | 내러티브                            | 수상 | [ 81 ] [ 82 ] |
| 2025 | 제21회 영국 아카데미 게임 어워드 | 새로운 지적 재산                    | 후보 | [ 81 ] [ 82 ] |

### 내용주
1. ↑  영어: Metaphor: ReFantazio, 일본어: メタファー：リファンタジオ
2. ↑  기본값은 "윌"이다
3. ↑  37개 리뷰 기준
4. ↑  54개 리뷰 기준
5. ↑  39개 리뷰 기준
6. ↑  143개 리뷰 기준
7. ↑  올해의 궁극적인 게임 12개 후보 중 5위로 선정

### 참조주
1. ↑  Wen, Alan (2024년 10월 11일). “How to get all endings in Metaphor: ReFantazio”. 《Polygon》 (미국 영어). 2024년 12월 9일에 원본 문서에서 보존된 문서. 2024년 12월 9일에 확인함.
2. ↑  Myers, Maddy (2024년 10월 13일). “We need to talk about the 'humans' in Metaphor: ReFantazio”. 《Polygon》. 2024년 11월 7일에 원본 문서에서 보존된 문서. 2024년 10월 14일에 확인함.
3. ↑  Broadwell, Josh (2024년 10월 11일). “'Metaphor ReFantazio' Is a Surprisingly Political and Very Timely JRPG”. 《Rolling Stone》. 2024년 10월 13일에 원본 문서에서 보존된 문서. 2024년 10월 14일에 확인함.
4. ↑  Frank, Allegra (2017년 5월 4일). “Longtime Persona director hands off series after more than a decade”. 《Polygon》 (미국 영어). 2017년 11월 7일에 원본 문서에서 보존된 문서. 2023년 6월 12일에 확인함.
5. ↑  Ahmed, Sayem (2017년 4월 4일). “Precious Moments, Hype and High School: A Conversation with 'Persona 5' Director Katsura Hashino”. 《Vice》 (영어). 2023년 6월 12일에 원본 문서에서 보존된 문서. 2023년 6월 12일에 확인함.
6. 1 2  Romano, Sal (2016년 12월 23일). “Atlus' PROJECT Re FANTASY concept video and artwork, Studio Zero official website opened [Update]”. 《Gematsu》 (미국 영어). 2023년 6월 12일에 원본 문서에서 보존된 문서. 2023년 6월 12일에 확인함.
7. ↑  Clay, Scott (2024년 8월 28일). “Metaphor: ReFantazio Developer Q&A”. 《RPG Fan》. 2024년 9월 24일에 원본 문서에서 보존된 문서. 2024년 8월 28일에 확인함.
8. ↑  Romano, Sal (2016년 12월 21일). “First details on Atlus' new fantasy RPG, 'PROJECT Re FANTASY' [Update]”. 《Gematsu》 (미국 영어). 2023년 6월 12일에 원본 문서에서 보존된 문서. 2023년 6월 12일에 확인함.
9. ↑  Valens, Ana (2016년 12월 21일). “Famitsu unveils Atlus' new fantasy RPG: Re Fantasy”. 《CGMagazine》 (캐나다 영어). 2023년 6월 12일에 원본 문서에서 보존된 문서. 2023년 6월 12일에 확인함.
10. ↑  Romano, Sal (2017년 12월 22일). “Atlus' PROJECT Re FANTASY second concept video”. 《Gematsu》 (미국 영어). 2023년 6월 12일에 원본 문서에서 보존된 문서. 2023년 6월 12일에 확인함.
11. ↑  “4Gamer年末恒例のゲーム業界著名人コメント集企画。195名が2018年を振り返り，2019年への抱負を語る”. 《4Gamer.net》 (일본어). 2018년 12월 29일. 2023년 6월 12일에 원본 문서에서 보존된 문서. 2023년 6월 12일에 확인함.
12. ↑  《『キャサリン・フルボディ』は原作の1.5倍のボリューム！ アトラス橋野Pが語る》 (일본어). IGN Japan. 2018년 9월 23일. 2023년 6월 12일에 원본 문서에서 보존된 문서. 2023년 6월 12일에 확인함 – YouTube 경유.
13. ↑  Romano, Sal (2021년 7월 19일). “Atlus – PROJECT Re FANTASY progressing little by little, surprises and big unannounced projects in development, more”. 《Gematsu》 (미국 영어). 2023년 6월 12일에 원본 문서에서 보존된 문서. 2023년 6월 12일에 확인함.
14. ↑  Reggy (2023년 6월 21일). “Metaphor: ReFantazio Director Hashino Interview on 'Fantasy', Persona Similarities, Calendar and Deadline System”. 《Persona Central》 (미국 영어). 2024년 7월 22일에 원본 문서에서 보존된 문서. 2024년 9월 29일에 확인함.
15. ↑  Bueno, Daniel (2023년 12월 19일). “Metaphor: ReFantazio Core Theme Revolves Around Ideals vs Reality”. 《Siliconera》. 2024년 2월 28일에 원본 문서에서 보존된 문서. 2024년 6월 12일에 확인함.
16. ↑  Reggy (2023년 12월 21일). “Metaphor: ReFantazio Developer Interview on Different Tribes, Art Direction”. 《Persona Central》 (미국 영어). 2024년 9월 30일에 원본 문서에서 보존된 문서. 2024년 9월 29일에 확인함.
17. ↑  Lebi, Alex (2024년 7월 21일). “EXCLUSIVE: Metaphor: ReFantazio Director Katsura Hashino Talks Creating a Fantasy RPG for a Modern World”. 《크런치롤》. 2024년 8월 11일에 원본 문서에서 보존된 문서. 2024년 9월 29일에 확인함.
18. ↑  Pelliccio, Meg (2024년 8월 28일). “Metaphor: ReFantazio Has No Political Agenda, And Focuses On Anxiety As A Theme”. 《TheGamer》 (영어). 2024년 9월 29일에 확인함.
19. ↑  Peppiatt, Dom (2024년 8월 29일). “Metaphor ReFantazio is more than just 'grown-up Persona' - it's all about 'anxiety and elections', just in case your real-world blues aren't going to be intense enough this October”. 《VG247》 (영어). 2024년 10월 8일에 원본 문서에서 보존된 문서. 2024년 9월 29일에 확인함.
20. ↑  Wood, Austin (2024년 6월 21일). “'It's not like we wanted to distance ourselves from Persona': How Metaphor ReFantazio turned years of work on JRPG icons into what's now my most-wanted game of 2024”. 《gamesradar》 (영어). 2024년 9월 29일에 확인함.
21. ↑  Foster, George (2024년 6월 21일). “Metaphor: ReFantazio Director Explains Why There Aren't Romance Bonds”. 《TheGamer》 (영어). 2024년 9월 27일에 원본 문서에서 보존된 문서. 2024년 9월 29일에 확인함.
22. 1 2 3  Park, Gene (2024년 11월 20일). “The year's smartest game asks: Is civil democracy just a fantasy?”. 《워싱턴 포스트》. 2024년 11월 20일에 원본 문서에서 보존된 문서. 2024년 11월 20일에 확인함.
23. ↑  Bonifacic, Igor (2023년 6월 11일). “'Metaphor: ReFantazio' is a fantasy RPG from the team behind 'Persona 5'”. 《Engadget》 (미국 영어). 2023년 6월 12일에 원본 문서에서 보존된 문서. 2023년 6월 12일에 확인함.
24. ↑  Castillo, Gio (2023년 6월 11일). “Project Re Fantasy Resurfaces as Metaphor: ReFantazio; Persona 3 Reload, 5 Tactica Confirmed”. 《RPGFan》 (미국 영어). 2023년 6월 12일에 원본 문서에서 보존된 문서. 2023년 6월 12일에 확인함.
25. ↑  Romano, Sal (2023년 6월 15일). “Metaphor: ReFantazio also coming to PS5, PS4, and Steam”. 《Gematsu》 (미국 영어). 2023년 6월 15일에 원본 문서에서 보존된 문서. 2023년 6월 15일에 확인함.
26. ↑  Romano, Sal (2023년 6월 20일). “Metaphor: ReFantazio director, character designer, and composer discuss ATLUS' large-scale fantasy RPG”. 《Gematsu》 (미국 영어). 2024년 2월 25일에 원본 문서에서 보존된 문서. 2024년 2월 25일에 확인함.
27. ↑  LeBlanc, Wesley (2023년 12월 7일). “Metaphor: ReFantazio Gets Fall 2024 Release Window In New Trailer”. 《게임 인포머》 (영어). 2024년 2월 25일에 원본 문서에서 보존된 문서. 2024년 2월 25일에 확인함.
28. ↑  “Metaphor: ReFantazio details setting, tribes, prologue, and unique gameplay mechanics”. 《Gematsu》 (미국 영어). 2023년 12월 11일. 2024년 12월 10일에 원본 문서에서 보존된 문서. 2024년 9월 29일에 확인함.
29. ↑  “ATLUS Exclusive: Metaphor: ReFantazio live stream set for April 22”. 《Gematsu》 (미국 영어). 2024년 4월 16일. 2024년 12월 3일에 원본 문서에서 보존된 문서. 2024년 9월 29일에 확인함.
30. ↑  “Metaphor: ReFantazio 'Awaken' trailer; 'ATLUS Exclusive' introduces Archetype job system”. 《Gematsu》 (미국 영어). 2024년 6월 8일. 2024년 9월 29일에 확인함.
31. ↑  “Metaphor: ReFantazio 'Story' trailer”. 《Gematsu》 (미국 영어). 2024년 7월 5일. 2024년 9월 24일에 원본 문서에서 보존된 문서. 2024년 9월 29일에 확인함.
32. ↑  “Metaphor: ReFantazio 'Travel Beyond Fantasy' trailer”. 《Gematsu》 (미국 영어). 2024년 8월 23일. 2024년 9월 6일에 원본 문서에서 보존된 문서. 2024년 9월 29일에 확인함.
33. ↑  “Metaphor: ReFantazio 'United Kingdom of Euchronia' trailer”. 《Gematsu》 (미국 영어). 2024년 8월 31일. 2024년 9월 24일에 원본 문서에서 보존된 문서. 2024년 9월 29일에 확인함.
34. ↑  Liu, Stephanie (2024년 5월 31일). “Metaphor: ReFantazio Demo Booth Will Have Three Modes”. 《Siliconera》. 2025년 6월 24일에 원본 문서에서 보존된 문서. 2024년 6월 2일에 확인함.
35. ↑  “Metaphor: ReFantazio Hands-On at Summer Game Fest | RPGFan”. 《www.rpgfan.com》 (미국 영어). 2024년 6월 10일. 2024년 9월 10일에 원본 문서에서 보존된 문서. 2024년 9월 29일에 확인함.
36. ↑  Meo, Francesco De (2024년 8월 28일). “Metaphor: ReFantazio Gamescom Hands-On - A JRPG Hit in the Making”. 《Wccftech》 (미국 영어). 2024년 9월 26일에 원본 문서에서 보존된 문서. 2024년 9월 29일에 확인함.
37. ↑  Randall, Harvey (2024년 9월 26일). “Metaphor: ReFantazio releases a meaty prologue demo that spans the game's 'first 4 dungeons'—plus, your save data will carry over to the full game”. 《PC Gamer》 (영어). 2024년 9월 30일에 원본 문서에서 보존된 문서. 2024년 9월 29일에 확인함.
38. ↑  Monbleau, Timothy (2024년 9월 26일). “How to get the most out of the Metaphor: ReFantazio demo and prep your save file before release”. 《PC Gamer》 (영어). 2024년 9월 29일에 원본 문서에서 보존된 문서. 2024년 9월 29일에 확인함.
39. ↑  Bailey, Kat (2024년 4월 22일). “Metaphor: ReFantazio, New RPG From Persona Team, Gets October Release Date”. 《IGN》 (영어). 2024년 5월 5일에 확인함.
40. ↑  Nightingale, Ed (2023년 6월 11일). “Metaphor ReFantazio is a new game from the Persona creators”. 《유로게이머》 (영국 영어). 2023년 6월 12일에 원본 문서에서 보존된 문서. 2023년 6월 12일에 확인함.
41. ↑  “Game Pass Adds One Of 2024's Best Games Today, So Now You Have No Excuse Not To Play”. 《GameSpot》 (미국 영어). 2025년 6월 1일에 확인함.
42. ↑  Reed, Chris (2024년 6월 11일). “Metaphor: ReFantazio - Here's What Comes in Each Edition”. 《IGN》 (영어). 2024년 9월 29일에 확인함.
43. ↑  Alex (2024년 6월 8일). “Metaphor: ReFantazio Limited Edition Details, Artbook Preview, Anniversary Soundtrack Tracklist Revealed”. 《Persona Central》 (미국 영어). 2024년 9월 29일에 확인함.
44. ↑  “Metaphor: ReFantazio Atlus 35th Digital Anniversary Edition PS4 & PS5”. 《store.playstation.com》. 2024년 9월 30일에 원본 문서에서 보존된 문서. 2024년 9월 29일에 확인함.
45. ↑  Coulson, Josh (2024년 4월 23일). “Metaphor: ReFantazio's Pre-Orders Are Open Following Release Date Reveal”. 《TheGamer》 (영어). 2024년 9월 27일에 원본 문서에서 보존된 문서. 2024년 9월 29일에 확인함.
46. ↑  Faulkner, Cameron (2024년 9월 13일). “Here's where to pre-order Metaphor: ReFantazio, and what comes with each edition”. 《Polygon》 (미국 영어). 2024년 9월 25일에 원본 문서에서 보존된 문서. 2024년 9월 29일에 확인함.
47. ↑  “MoneyGram Haas F1 Team and Metaphor: ReFantazio™ announce new partnership for the Singapore Grand Prix | Haas F1 Team”. 2024년 9월 26일에 원본 문서에서 보존된 문서. 2024년 9월 28일에 확인함.
48. ↑  “Metaphor: ReFantazio Game Launches Prologue Demo, Announces Manga Adaptation”. 2024년 9월 30일에 원본 문서에서 보존된 문서. 2024년 10월 12일에 확인함.
49. ↑  “Metaphor: ReFantazio Manga Gets English Simulpub on MANGA Plus”. 2025년 1월 16일에 원본 문서에서 보존된 문서. 2025년 1월 16일에 확인함.
50. 1 2  “Metaphor: ReFantazio (PC Critic Reviews)”. 《메타크리틱》. 2024년 10월 8일에 원본 문서에서 보존된 문서. 2024년 10월 7일에 확인함.
51. 1 2  “Metaphor: ReFantazio (PlayStation 5 Critic Reviews)”. 《메타크리틱》. 2024년 10월 8일에 원본 문서에서 보존된 문서. 2024년 10월 7일에 확인함.
52. 1 2  “Metaphor: ReFantazio (Xbox Series X Critic Reviews)”. 《메타크리틱》. 2024년 10월 7일에 원본 문서에서 보존된 문서. 2024년 10월 7일에 확인함.
53. 1 2  “Metaphor: ReFantazio Reviews”. 《오픈크리틱》. 2024년 10월 7일. 2024년 10월 10일에 원본 문서에서 보존된 문서. 2024년 10월 7일에 확인함.
54. ↑  Nightingale, Ed (2024년 10월 7일). “Metaphor: ReFantazio review — the quintessential Japanese RPG, with Atlus in epic, operatic form”. 《유로게이머》. 2024년 10월 8일에 원본 문서에서 보존된 문서. 2024년 10월 7일에 확인함.
55. ↑  Romano, Sal (2024년 10월 2일). “Famitsu Review Scores: Issue 1868”. 《Gematsu》. 2024년 10월 8일에 원본 문서에서 보존된 문서. 2024년 10월 7일에 확인함.
56. ↑  Shea, Brian (2024년 10월 11일). “Metaphor: ReFantazio Review - Fantasy Persona-fied”. 《게임 인포머》 (영어). 2025년 4월 1일에 확인함.
57. ↑  Cogswell, Jessica (2024년 10월 7일). “Metaphor: ReFantazio Review — Everybody Wants To Rule The World”. 《게임스팟》. 2024년 10월 8일에 원본 문서에서 보존된 문서. 2024년 10월 7일에 확인함.
58. ↑  Lewis, Catherine (2024년 10월 7일). “Metaphor ReFantazio review: 'An evolution of Atlus' best RPGs'”. 《GamesRadar+》. 2024년 10월 9일에 원본 문서에서 보존된 문서. 2024년 10월 7일에 확인함.
59. ↑  Higham, Michael (2024년 10월 7일). “Metaphor: ReFantazio Review”. 《IGN》. 2024년 10월 9일에 원본 문서에서 보존된 문서. 2024년 10월 7일에 확인함.
60. ↑  Dixmier, Nicolas (2024년 10월 8일). “Metaphor ReFantazio est l'un des meilleurs jeux de 2024, et si c'était lui le vrai Persona 6 ?”. 《Jeuxvideo.com》 (프랑스어). 2024년 10월 13일에 확인함.
61. ↑  Down, Aaron (2024년 10월 7일). “Metaphor ReFantazio review — the crowned prince of turn-based JRPGs”. 《피시게임스엔》. 2024년 10월 9일에 원본 문서에서 보존된 문서. 2024년 10월 7일에 확인함.
62. ↑  Ramsey, Robert (2024년 10월 7일). “Metaphor: ReFantazio Review (PS5)”. 《푸시 스퀘어》. 2024년 10월 8일에 원본 문서에서 보존된 문서. 2024년 10월 7일에 확인함.
63. ↑  Erskine, Donovan (2024년 10월 7일). “Metaphor: ReFantazio review: Kingmaker”. 《섁뉴스》. 2024년 10월 8일에 원본 문서에서 보존된 문서. 2024년 10월 7일에 확인함.
64. ↑  Peppiatt, Dom (2024년 10월 7일). “Metaphor Refantazio review: moreish, subversive RPG excellence that's fit for a king”. 《VG247》. 2024년 10월 8일에 원본 문서에서 보존된 문서. 2024년 10월 7일에 확인함.
65. ↑  Parrish, Ash (2024년 10월 12일). “Metaphor: ReFantazio is the rare fantasy game that goes beyond racism 101”. 《더 버지》 (영어). 2024년 11월 17일에 원본 문서에서 보존된 문서. 2024년 10월 15일에 확인함.
66. ↑  “'Metaphor: ReFantazio' Is a Revolutionary RPG, When It Steps Out of Persona's Shadow”. 《Inverse》 (영어). 2024년 10월 7일. 2025년 1월 17일에 원본 문서에서 보존된 문서. 2025년 1월 17일에 확인함.
67. ↑  Husameddin, Genghis "Solidus Kraken" (2024년 10월 7일). “Metaphor: ReFantazio | Review”. 《XboxEra》 (미국 영어). 2025년 1월 17일에 원본 문서에서 보존된 문서. 2025년 1월 17일에 확인함.
68. ↑  Ramsey, Robert (2024년 10월 11일). “Metaphor: ReFantazio Immediately Tops 1 Million Sales at Launch”. 《푸시 스퀘어》. 2024년 11월 9일에 원본 문서에서 보존된 문서. 2024년 10월 11일에 확인함.
69. ↑  Kim, Matt (2024년 12월 20일). “The Best Game of 2024”. 《IGN》. 2025년 3월 2일에 원본 문서에서 보존된 문서. 2024년 12월 20일에 확인함.
70. ↑  Higham, Michael (2024년 12월 18일). “The Best RPG of 2024”. 《IGN》. 2024년 12월 20일에 원본 문서에서 보존된 문서. 2024년 12월 20일에 확인함.
71. ↑  Cogswell, Jessica (2024년 12월 11일). “Metaphor: ReFantazio Is GameSpot's Game Of The Year 2024”. 《게임스팟》. 2024년 12월 12일에 원본 문서에서 보존된 문서. 2024년 12월 12일에 확인함.
72. ↑  West, Josh (2024년 10월 4일). “Astro Bot and Final Fantasy 7 Rebirth lead the shortlist for the Golden Joystick Awards 2024, nudging out Helldivers 2 and Balatro for the most nominations”. 《GamesRadar+》. 2024년 10월 4일에 원본 문서에서 보존된 문서.
73. ↑  Gardner, Matt (2024년 11월 4일). “2024 Golden Joysticks Unveils Intriguing Game Of The Year Shortlist”. 《포브스》. 2024년 11월 6일에 원본 문서에서 보존된 문서. 2024년 11월 4일에 확인함.
74. ↑  Maas, Jennifer (2024년 11월 18일). “Game Awards Nominations 2024: 'Astro Bot,' 'Final Fantasy VII Rebirth' Lead With 7 Nods Each”. 《Variety》. 2024년 11월 18일에 원본 문서에서 보존된 문서. 2024년 11월 18일에 확인함.
75. ↑  Watts, Steve (2024년 12월 17일). “The Steam Awards 2024 Nominees Announced”. 《게임스팟》. 2024년 12월 17일에 원본 문서에서 보존된 문서. 2024년 12월 17일에 확인함.
76. ↑  Bankhurst, Adam (2025년 1월 21일). “New York Game Awards 2025 Winners: The Full List”. 《IGN》. 2025년 1월 22일에 원본 문서에서 보존된 문서.
77. ↑  Welsh, Oli (2025년 1월 10일). “Indiana Jones and the Great Circle is a GOTY front-runner at the DICE Awards”. 《Polygon》. 2025년 2월 6일에 원본 문서에서 보존된 문서. 2025년 1월 10일에 확인함.
78. ↑  “28th Annual DICE Awards Results”. 《interactive.org》. 인터랙티브 예술 과학 협회. 2025년 2월 14일에 확인함.
79. ↑  Yang, George (2025년 1월 28일). “Game Developers Choice Awards 2025 Nominees Revealed”. 《게임스팟》. 2025년 1월 28일에 원본 문서에서 보존된 문서.
80. ↑  “Metaphor: ReFantazio wins Game of the Year from NAVGTR”. 《NAVGTR》. 2025년 3월 25일. 2025년 3월 25일에 확인함.
81. ↑  Saunders, Toby (2024년 12월 10일). “BAFTA Games Awards 2025: Longlist and when to watch”. 《라디오 타임스》 (영국 영어). 2024년 12월 13일에 원본 문서에서 보존된 문서. 2024년 12월 13일에 확인함.
82. ↑  Szalai, Georg (2025년 3월 4일). “BAFTA Games Awards: 'Senua's Saga: Hellblade II,' 'Astro Bot,' 'Still Wakes the Deep' Lead Nominations”. 《더 할리우드 리포터》. 2025년 3월 4일에 원본 문서에서 보존된 문서. 2025년 3월 4일에 확인함.